# Чемпіонат Італії з футболу 1906
Чемпіонат Італії з футболу 1906 — дев'ятий сезон футбольного чемпіонату в Італії. В чемпіонаті брали участь 5 команд. Матчі проходили з 7 січня по 6 травня. Переможцем турніру вдруге став Мілан.

## Кваліфікація

### П'ємонт
Ювентус був єдиною зареєстрованою командою від регіону на чемпіонат.

### Лургія
| Команда 1 | Заг. | Команда 2      | 1-й матч | 2-й матч |
| --------- | ---- | -------------- | -------- | -------- |
| Дженоа    | 4-1  | «Андреа Дорія» | 3-1      | 1-0      |

### Ломбардія
| Команда 1 | Заг. | Команда 2 | 1-й матч | 2-й матч |
| --------- | ---- | --------- | -------- | -------- |
| Мілан     | 6-4  | Міланезе  | 4-3      | 2-1      |

## Фінальний раунд
| М | Клуб    | О | І | В | Н | П | МЗ | МП | Різ | Примітки |
| - | ------- | - | - | - | - | - | -- | -- | --- | -------- |
| 1 | Мілан   | 4 | 2 | 1 | 1 | 5 | 7  | 4  | +3  | Тайбрейк |
| 1 | Ювентус | 4 | 2 | 1 | 1 | 5 | 5  | 3  | +2  | Тайбрейк |
| 3 | Дженоа  | 4 | 0 | 2 | 2 | 2 | 3  | 8  | -5  |          |

Результати
| Команда 1 | Рахунок | Команда 2 |
| --------- | ------- | --------- |
| Дженоа    | 1-1     | Ювентус   |
| Дженоа    | 2-2     | Мілан     |
| Ювентус   | 2-1     | Мілан     |
| Ювентус   | 1-0 (*) | Дженоа    |
| Мілан     | 2-0     | Дженоа    |
| Мілан     | 1-0     | Ювентус   |

(*) Матчі зіграли на нейтральних полях.
Додатковий матч
| Команда 1 | Рахунок | Команда 2 |
| --------- | ------- | --------- |
| Дженоа    | 0-2     | Ювентус   |

### Тайбрейк
| Команда 1 | Рахунок | Команда 2 |
| --------- | ------- | --------- |
| Ювентус   | 0-0     | Мілан     |

Перегравання
| Команда 1 | Рахунок | Команда 2 |
| --------- | ------- | --------- |
| Мілан     | 3-0     | Ювентус   |

| Чемпіон Італії 1906 |
| ------------------- |
| Мілан 2-й титул     |